# Protocoalele înțelepților Sionului

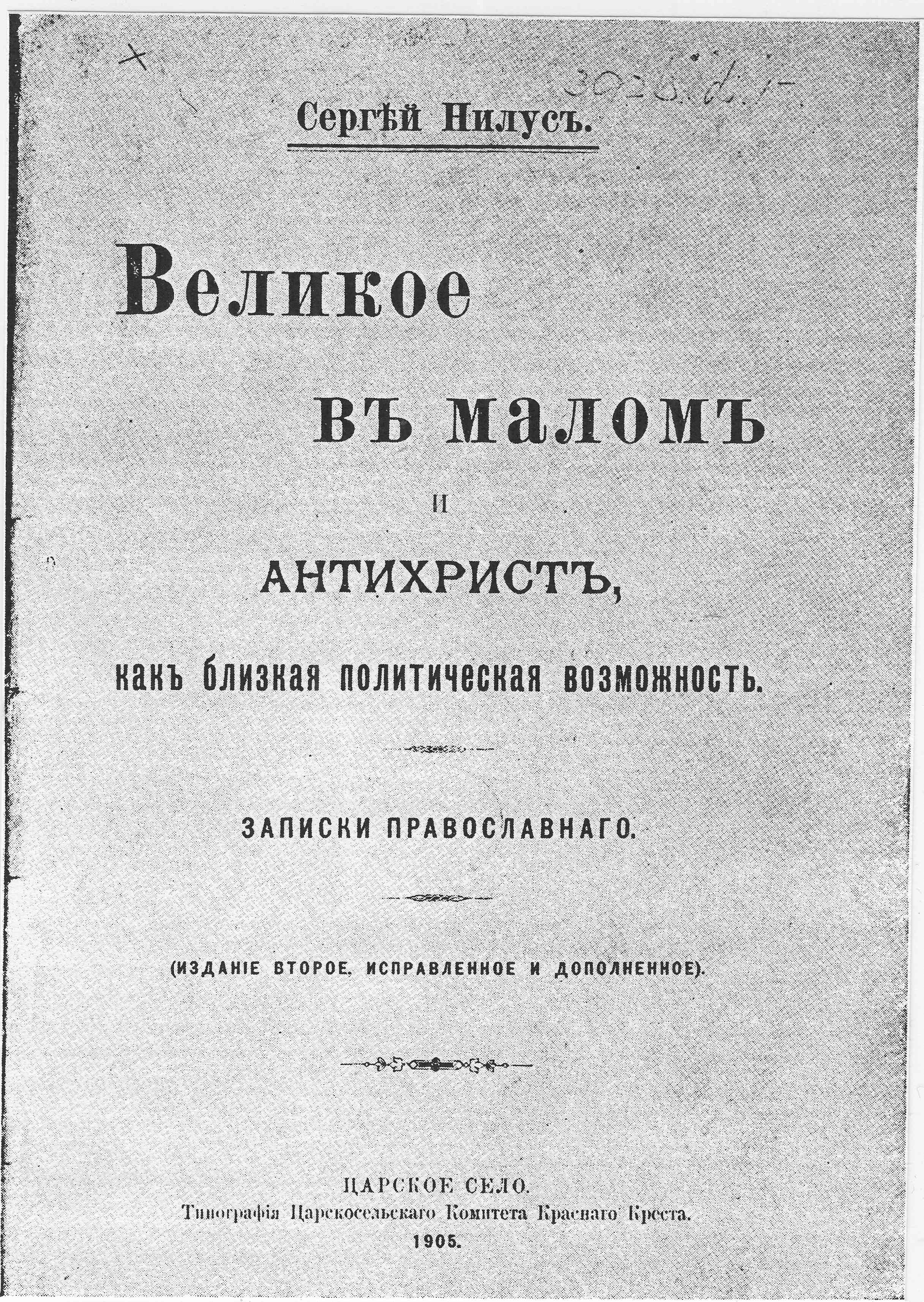
O reproducere a ediției rusești din 1905 a „Protocoalelor” lui Serghei Nilus apărută în "Praemonitus Praemunitus" (1920).

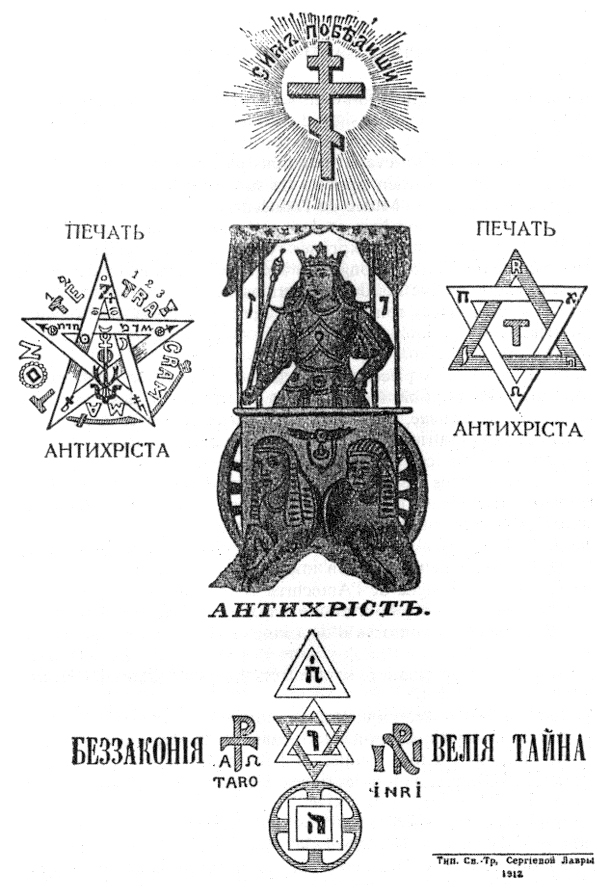
Ediția din 1912 cu simboluri oculte

„Protocoalele înțelepților Sionului” (în rusă Протоколы Сионских мудрецов) a fost o scriere apocrifă cu caracter antisemit care a circulat în Europa la începutul secolului al XX-lea și care descria niște planuri imaginare ale francmasonilor de a domina lumea. A fost publicată pentru prima dată în foileton între 28 august și 7 septembrie (stil vechi) 1903 în ziarul "Znamia" (în rusă Знамя) din Sankt Petersburg, de către Pavel Crușeveanu, într-o versiune prescurtată. Ulterior, în 1905, acestă compilație a fost publicată ca o anexă a broșurii lui Serghei Nilus: „Mare în Mic: Venirea Anticristului și rolul Satanei pe Pământ”.

## Date istorice
Ziarul londonez "The Times" din 16-18 august 1921 releva, într-o serie de articole, că majoritatea materialului din Protocoale este un plagiat al unui text de satiră politică publicat anterior, dar care nu avusese caracter antisemit. Textul respectiv ar fi fost un pamflet scris în Belgia în anul 1864 de francmasonul socialist Maurice Joly, sub titlul „Dialog în iad între Machiavelli și Montesquieu. Politica lui Machiavelli în secolul XIX împotriva împăratului Napoleon al III-lea”. la care s-au adăugat fragmente din nuvela prusacului Hermann Goedsche, „Biarritz” (1868) și, că este vorba de un fals care a fost pus în circulație de agenți ai Ohranei - poliția secretă a guvernului Imperiului Rus - ca o diversiune contra iminentei revoluții, pentru a amplifica antisemitismul deja răspândit în Rusia în acea vreme. Nemulțumirile și revolta publică au fost canalizate contra evreilor care ar fi fost manipulați de tenebrosul „iudaism internațional”.
Acest fals a fost redactat și pus în circulație de Piotr Racikovski, șeful Ohranei, ca diversiune menită să preîntâmpine o revoluție, susținând că demersurile politice revoluționare ar fi fost acțiuni evreiești din inițiativa a ceea ce propaganda numea „iudaismul internațional”..
Deși comunitatea științifică istoriografică internațională a stabilit că este un fals, textul a fost utilizat ca material de propagandă de organizații și regimuri antisemite, ca în Germania Nazistă și, mai actual, în Orientul Mijlociu. După Revoluția din 1989, folosind libertatea presei de după înlăturarea regimului comunist, grupări neo-fasciste au publicat și difuzat această broșură și în România.
„Dacă vreodată o bucată de text ar putea produce ură în masă, asta e aceea. (...) Această carte conține minciuni și calomnii.”—Elie Wiesel, laureat al Premiului Nobel pentru Pace
Scopul cărții era oprirea modernizării economice a Rusiei, prin a întipări în mintea oamenilor clișeul că liberalizarea este totuna cu o conspirație evreiască. Pentru conservatorii ruși, succesele înregistrate de evrei reprezentau „tot ce e mai rău din lumea industriei și finanțelor”, evreii contând drept țapii ispășitori pentru modernizarea rapidă.